# 대상운수
대상운수(大上運輸)는 서울특별시 금천구의 마을버스 회사이고, 본사는 서울특별시 영등포구 당산동4가에 위치해 있으며 면허등록지는 서울특별시 금천구 시흥동에 위치해 있다. 계열사로는 서울특별시 영등포구의 마을버스 회사인 대림운수, 대영운수 등이 있다.

## 연혁
- 1999년 3월 18일: 서울특별시 영등포구 당산동5가에서 회사 설립.
- 2005년 5월 4일: 서울특별시 영등포구 양평동3가로 본사 이전.
- 2007년 1월 5일: 서울특별시 영등포구 당산동4가로 본사 이전.
- 2011년 2월 18일: 경기도 광명시 소하동에 소하동영업소 설치.
- 2012년 9월 21일: 금천09번 마을버스 개통

## 보유 노선
- ● 금천03번: 가산디지털단지역 ↔ 구로디지털단지역 (구 금천마을 18-5번)
- ● 금천04번: 금천구청역 ↔ 기아자동차

## 보유 차종
자일대우 BS090 뉴 로얄미디와 BYD eBus-9과 하이거 하이퍼스 9 EV로 운행한다.

## 사업장 현황
- 본점: 서울특별시 영등포구 당산로41길 23, 301호 (당산동4가, 당산현대아파트상가동)
- 소하동영업소: 경기도 광명시 소하동 653-14